# Sol Plaatje

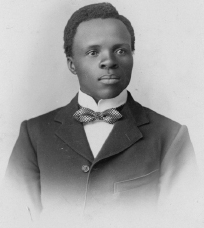
Sol Plaatje, ca. 1900

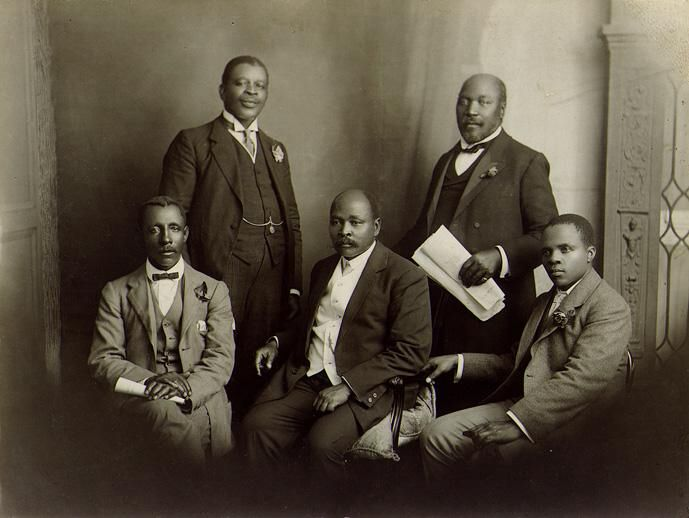
Delegation des South African Native National Congress (London, Juni 1914): Thomas Mapike, Walter Rubusana, John Dube, Saul Msane, Sol Plaatje

Sol Plaatje (eigentlich Solomon Tshekiso Plaatje; * 9. Oktober 1876 in Boshof, Oranje-Freistaat; † 19. Juni 1932 in Johannesburg) war ein südafrikanischer Journalist, Schriftsteller und Politiker.

## Leben
Plaatje wurde als Sohn christlicher Eltern aus dem Barolong-Stamm im Boshof-Distrikt geboren. Kurz nach seiner Geburt zog die Familie zur Pniel-Mission bei Barkly West, die vom Berliner Missionswerk betrieben wurde. Dort ging er zur Schule und wurde zum Hilfslehrer ausgebildet. 1894 ging Plaatje nach Kimberley, wo er als Postbote arbeitete und sich privat weiterbildete. Kurz vor Ausbruch des Burenkrieges wurde er als Übersetzer nach Mafikeng geschickt und sowohl bei Gericht als auch bei der Eingeborenenverwaltung eingesetzt. Zusätzlich zu seiner Muttersprache Tswana beherrschte er die Sprachen Englisch, Afrikaans, Niederländisch, Deutsch, Französisch, Sotho, Zulu und Xhosa.
Seine Tätigkeit im öffentlichen Dienst erlaubte es ihm, als Journalist tätig zu werden. Mit finanzieller Unterstützung des Barolong-Häuptlings Silas Molema war er Herausgeber der ersten zweisprachigen Zeitung Koranta ea Becoana („Tswana-Gazette“) von 1901 bis 1908 und seit 1912 der Tsala ea Batho („Freund des Volkes“). Er selbst veröffentlichte sowohl in seinen eigenen Zeitungen als auch im Kimberley Diamond Fields Advertiser. Im Jahr 1912 war er einer der Mitbegründer des South African Native National Congress (SANNC) – seit 1923: African National Congress (ANC) –, und vom 8. Januar an war er der erste Generalsekretär des SANNC. Seine erste politische Kampagne richtete sich gegen den Natives Land Act; 1914 reiste er mit einer Delegation nach Großbritannien, um bei der britischen Regierung gegen das Gesetz zu protestieren. Der Einwand war erfolglos, doch Plaatje blieb dort bis 1917, arbeitete an der Universität London als Sprachassistent und veröffentlichte drei Bücher. 1919 kehrte er nach London zurück und hatte ein Treffen mit David Lloyd George. 1920 reiste er nach Kanada und in die USA, um Unterstützung für die Sache der schwarzen Bevölkerung zu finden.
Seit 1923 war Plaatje wieder in Südafrika. Er veröffentlichte, nahm an Parlamentssitzungen teil und knüpfte Kontakte zur African People's Organization von Abdullah Abdurahman. Im Dezember 1930 war er Mitglied der ANC-Abordnung zum Native Affairs Department, um Beschwerden gegen die Gesetzgebung vorzubringen. Er starb 56-jährig während einer Reise nach Johannesburg an einer Lungenentzündung.
Plaatje übersetzte eine Reihe von Werken von Bantu in europäische Sprachen und Werke aus dem Englischen ins Tswana, insbesondere Dramen von William Shakespeare.

## Auszeichnungen
- Nach ihm ist die Gemeinde Sol Plaatje in der Provinz Nordkap benannt.
- Im Jahr 2004 verlieh ihm der südafrikanische Präsident postum den Order of Luthuli in Gold.

## Werke
- Mhudi, ein historischer Roman (1913)
- Native Life in South Africa (1914)
- Sechuana Proverbs and Their European Equivalents (1916)
- Sechuana Phonetic Reader (1916)
- Bantu Folk-Tales and Poems